# 10432 Ullischwarz
A 10432 Ullischwarz (ideiglenes jelöléssel 4623 P-L) a Naprendszer kisbolygóövében található aszteroida. Cornelis Johannes van Houten,  Ingrid van Houten-Groeneveld és Tom Gehrels fedezte fel 1960. szeptember 24-én.